# NGC 3086
NGC 3086 is een spiraalvormig sterrenstelsel in het sterrenbeeld Sextant. Het hemelobject werd op 22 januari 1865 ontdekt door de Duitse astronoom Albert Marth.

## Synoniemen
- MCG 0-26-3
- ZWG 8.12
- PGC 28924